# Berthold Klein
Berthold Klein (* 16. August 1941 in Ehrang) ist ein deutscher Politiker (SPD) und ehemaliger thüringischer Landtagsabgeordneter.

## Leben und Beruf
Von 1955 bis 1957 besuchte er eine Handelsschule und anschließend eine Höhere Handelsschule, die er 1959 mit dem Fachabitur abschloss. Bis 1961 absolvierte er eine Ausbildung zum Exportkaufmann. Ab 1963 arbeitete er neun Jahre lang als Abteilungsleiter im zivilen Dienst bei den US-Streitkräften. Im Jahr 1973 begann er eine Ausbildung zum Krankenpfleger und machte seinen Abschluss als Oberpfleger. Danach war er Referatsleiter für Aus- und Weiterbildung.
Berthold Klein ist geschieden und hat drei Kinder.
Berthold Klein erlernte das Imkerhandwerk von seinem Großvater. Er hat über 20 Jahre ca. 400 Imker ausgebildet.

## Politik
Klein war von 1972 bis zum Beginn seiner Abgeordnetentätigkeit in Thüringen mit Unterbrechungen Ortsvereinsvorsitzender der SPD in Ehrang. Berthold Klein gehörte dem Stadtrat an und war acht Jahre lang Fraktionsvorsitzender der SPD sowie fünf Jahre Bürgermeister. Klein war von 1990 bis 1994 Mitglied des Ersten Thüringer Landtags, wo er Parlamentarischer Geschäftsführer der SPD-Landtagsfraktion war.